# Citerne de ballast
 (octobre 2011).
Si vous disposez d'ouvrages ou d'articles de référence ou si vous connaissez des sites web de qualité traitant du thème abordé ici, merci de compléter l'article en donnant les références utiles à sa vérifiabilité et en les liant à la section « Notes et références ».
Certains grands navires tels que les pétroliers, vraquiers, ou gaziers sont munis des citernes de ballast qui leur permettent de mieux manœuvrer le navire.

## Objectifs
Une citerne de ballast a trois principaux buts: 
- permettre de corriger la gîte du navire ou son assiette,
- permettre de mieux gérer la stabilité du navire lors du chargement et déchargement
- servir aussi éventuellement de lest pour ces navires.

## Eau de ballast
Des péniches peuvent être ballastées avec de l'eau douce. Pour les navires naviguant en mer, l'eau de ballast est une eau (en général une eau de mer, mais il peut s'agir d'eau douce ou saumâtre) dont la salinité, la teneur en polluants et la teneur en microbes et autres  organisme vivant varie selon son lieu de pompage. Les citernes de ballast sont généralement séparées des citernes à cargaison.
Lorsqu'un pétrolier transporte du pétrole brut, semi raffiné ou raffiné, il se doit de laver ses citernes de ballast (opération différente du dégazage) conformément aux réglementations en vigueur. D'abord d'une première eau qu'il doit verser en pleine mer ensuite d'une seconde eau qu'il peut verser en port de chargement. 

## Enjeux sanitaires et environnementaux
Les eaux et sédiments contenus dans les citernes de ballast sont depuis plus d'un siècle l'une des grandes causes de dispersion d'espèces devenues espèces invasives.
On estime qu'au moins 250 espèces exotiques ont ainsi été introduites dans la baie de San Francisco où elles se sont plus ou moins bien établies, au détriment d'espèces autochtones. L'épidémie de choléra qui a sévi sur les côtes sud-américaines  en  1990-1992 est probablement due à des vibrions de choléra importés dans les ballasts de navires venus d'Asie du Sud-Est. Un même ballast provient souvent de différentes zones d'escales. Des bactéries et virus venant de zones très différentes peuvent ainsi théoriquement dans ces ballastes recombiner leurs gènes et parfois produire des souches pathogènes émergentes.  Une étude faite en 2000 a trouvé des bactéries et/ou algues toxiques sur environ 50 % des navires  échantillonnés (qui ont déballasté en France), et d'autres études de ce type ont produit des résultats similaires au Canada, aux États-Unis, en Australie et dans divers pays  européens. 
Les moyens de traitement possibles sont 
- le chauffage de l'eau à 60 °C via le système de refroidissement du moteur (relativement efficace pour tuer le phytoplancton, mais inefficaces pour de nombreuses bactéries pathogènes[2].
- l'ajout d'additifs biocides (chlore[2], glutaraldéhyde[2]...), avec le risque de contribuer à l'apparition de souches résistantes aux biocides et de pollution de l'environnement marin par les résidus et métabolites issus de ces produits. De plus les grands navires nécessitent de manipuler de grandes quantités de ces produits qui sont hautement toxiques ou écotoxiques ;
- la cavitation ;
- la filtration, mais la turbidité élevée des estuaires (presque tous les ports sont aussi des estuaires) et des eaux portuaires remuées par les hélices ou les courants bouchent rapidement les filtres classiques ;
- le traitement aux ultraviolets, qui parce qu'il est inefficace sur les eaux turbides nécessite une filtration préalable (et un traitement du filtrat).
- Des systèmes de désoxygénation ont été envisagés mais posent problèmes car pouvant aboutir à la production de méthane, d'hydrogène sulfuré (hautement toxique et corrosif pour la coque) et parce que l'on risque alors de favoriser des organismes anaérobie dont certains sont indésirables (source de botulisme par exemple).

Quel que soit le moyen employé, il doit toujours être conforme à la réglementation et adapté aux besoins du navire. Ces moyens de traitement sont encore plus ou moins néfastes ou "à risques" pour l'environnement marin ; car une fois versés en pleine mer, ces produits affectent le phytoplancton, le zooplancton et probablement directement ou indirectement d'autres espèces. De plus pour gagner plus d'argent, les armateurs cherchent à diminuer la durée à quai en chargeant et déchargeant le navire au plus vite, ce qui ne laisse pas le temps de traiter les eaux de ballast avec les méthodes qui seraient les plus efficaces 
Ce traitement des eaux de ballast vise à tuer les micro-organismes et propagules d'organismes vivant dans l'eau de mer (ou douce) susceptible de devenir invasif s'ils sont introduits hors de leur aire naturelle de répartition. Car une fois dans les citernes, ils peuvent y survivre et être transporté jusqu'à des dizaines de milliers de kilomètres du lieu de pompage de l'eau. Ils peuvent s'accrocher sur la coque interne et y créer un milieu propice d'habitation.
Parmi les solutions envisagées en termes de gestion des risques et de contrôle, il a été suggéré d'organiser une veille sur les espèces indésirables et d'informer les navires sur la présence d'organismes dangereux ou d'efflorescences toxiques sur le lieu de ballastage, et d'équiper les navires d'une boite noire associée à un GPS contrôlant les opérations de ballastage/déballastage/traitement des eaux de ballast.  L'Organisation maritime internationale (OMI) a cherché à harmoniser les législations et recommande la tenue d'un registre des opérations de gestion des ballasts, et des échanges d'eau en haute mer ("en attendant mieux"). Une Convention pour la gestion des eaux de ballast s'applique à partir de 2016.

## Corrosion
Trois types de corrosion se manifestent dans les citernes de ballast:

### La corrosion générale
Elle est uniforme et se caractérise par une attaque sur l'entièreté de la coque, ou sur une large portion de la surface totale.
On distingue 3 sous-catégories:
- Catégorie I : Il caractérise une corrosion importante et rapide, liée au potentiel du métal jouant un rôle d'électrode dans un environnement et favorisant la réaction entre le métal et les ions oxydants présents. (exemple : l'acier noir dans une eau très oxygénée) ;
- Catégorie II : Une barrière passive d'oxydes se développe sur la surface du métal, qui limite le taux de la corrosion. La corrosion du métal ne s'arrête jamais complètement mais elle décroît considérablement avec le temps. La protection passive offerte par cette « barrière passive » varie toutefois selon les conditions environnementales (des variations de température, d'acidité de l'eau, d'oxygène dissous, de champ électrique (cathode-anode), etc. peuvent relancer la corrosion ou au contraire la ralentir.
- Catégorie III : Le taux de corrosion du métal (dans un environnement donné) est assez faible pour que le métal puisse être considérer à "l'abri" d'attaque corrosive (dans cet environnement).

### La corrosion par piqûres
La corrosion par piqûres prend la forme d'une attaque corrosive profonde et étroite qui cause le plus souvent une réduction considérable de l'épaisseur de la coque. Ce type de corrosion est considéré plus dangereux que la corrosion uniforme, d'autant plus que son taux est 10 à 100 fois plus grand.

### La corrosion galvanique
La corrosion galvanique apparaît lorsque deux métaux avec des potentiels électrochimiques différents ou avec de différentes tendances à se corroder sont en contact métal-métal dans un électrolyte corrosif (Ahmad, 2006).
La corrosion galvanique est affectée par la différence en potentiel électrique entre les métaux similaires (ou non métal comme dans le cas du carbone et du calamine), le ratio de la surface, la conductivité de l'électrolyte, de la production des films de corrosion, la distance entre l'anode et la cathode et les facteurs géométriques étant la distance d'isolation entre l'anode et la cathode et la façon dont l'interaction causés par deux indépendants interagissant couple galvaniques.